# Meandry Lužnice
Meandry Lužnice jsou bývalá přírodní rezervace ev. č. 1721 poblíž obce Majdalena v okrese Jindřichův Hradec. Důvodem ochrany byl přirozený tok Lužnice se sítí slepých ramen v různém stupni zazemnění.
Chráněné území bylo s účinností od dne 26. února 2014 zrušeno a začleněno do národní přírodní rezervace Stará a Nová řeka.